# Tunel Sozina
Tunel Sozina – jednotubowy (jednojezdniowy) tunel drogowy w Czarnogórze długości 4189 m, zbudowany pod Paštrovską Gorą, otwarty 13 lipca 2005 r., zlokalizowany w ciągu drogi krajowej M-1.1, stanowiącej część europejskich tras E65 i E80.
Jego budowa trwała kilka lat, w czasie gdy Czarnogóra stanowiła część Federalnej Republiki Jugosławii (FRJ), a następnie Związku Państwowego Serbii i Czarnogóry (SiC). Oficjalne otwarcie miało natomiast miejsce w dniu święta narodowego Czarnogóry, choć jeszcze przed formalnym proklamowaniem niepodległości przez to państwo.
Inwestycja - wartości 70 mln euro - obejmowała budowę tunelu wraz z 12-kilometrowym odcinkiem drogi krajowej M-1.1 do niego prowadzącym. Głównym powodem budowy tunelu była konieczność skrócenia drogi kołowej z Baru (główny port morski Czarnogóry, a wcześniej FRJ i SiC) do Podgoricy (stolicy kraju). Dzięki niemu trasa pomiędzy tymi miastami skróciła się o 22,5 km i około 30 minut. W przyszłości tunel będzie częścią Autostrady Bar – Boljare, łączącej wybrzeże Morza Adriatyckiego z Belgradem.
Zarządcą tunelu jest spółka Monteput d.o.o. z siedzibą w Podgoricy. Tunel czynny jest przez całą dobę i we wszystkie dni roku. Od 15 lipca 2005 r. korzystanie z tunelu jest płatne dla wszystkich rodzajów pojazdów. Punkt poboru opłat znajduje się przed północnym portalem (tj. od strony Podgoricy). Opłata za jeden przejazd samochodem osobowym wynosi 2,5 euro (stan na 2021 r.). W 2019 r. tunelem przejechało łącznie 2 832 414 pojazdów.
Jest najdłuższym tunelem drogowym w Czarnogórze. W jego bezpośrednim sąsiedztwie usytuowany jest tunel kolejowy o identycznej nazwie i długości 6200 m (zlokalizowany w ciągu linii Belgrad – Bar).